# Chubbajza
Chubbajza (arab. خبْيزة) – nieistniejąca już arabska wieś, która położona była w Dystrykcie Hajfy w Mandacie Palestyny. Wieś została wyludniona i zniszczona podczas wojny domowej w Mandacie Palestyny, po ataku sił żydowskiej Hagany w dniu 12 maja 1948 roku.

## Położenie
Chubbajza leżała w południowej części płaskowyżu Manassesa. Wieś była położona na wysokości 175 metrów n.p.m., w odległości 30 kilometrów na południowy wschód od miasta Hajfa. Według danych z 1945 do wsi należały ziemie o powierzchni 485,4 ha. We wsi mieszkało wówczas 290 osób.
| własność gruntów | powierzchnia gruntów (hektary) |
| ---------------- | ------------------------------ |
| Arabowie         | 282,8                          |
| Żydzi            | 202,4                          |
| publiczne        | 0,2                            |
| Razem            | 485,4                          |

| Rodzaj użytkowanych gruntów | Arabowie (hektary) | Żydzi (hektary) |
| --------------------------- | ------------------ | --------------- |
| uprawy nawadniane           | 6,5                | 0,3             |
| uprawy zbóż                 | 229,5              | 202,1           |
| uprawy oliwek               | 2                  | -               |
| zabudowane                  | 1,1                | -               |
| nieużytki                   | 45,9               | -               |

## Historia
W okresie panowania Brytyjczyków Chubbajza była niewielką wsią, której mieszkańcy utrzymywali się z upraw zbóż. W latach 30. XX wieku okoliczne ziemie zaczęły wykupywać żydowskie organizacje syjonistyczne. Dzięki temu w 1945 roku na zachód od wsi powstał żydowski kibuc Even Icchak (później jego nazwę zmieniono na Galed).

Przyjęta 29 listopada 1947 roku Rezolucja Zgromadzenia Ogólnego ONZ nr 181 przyznała te tereny państwu żydowskiemu. Podczas wojny domowej w Mandacie Palestyny, w dniu 4 kwietnia 1948 roku przeważające siły Arabskiej Armii Wyzwoleńczej dowodzone przez Fauziego al-Kawukdżiego rozpoczęły oblężenie położonego na północnym wschodzie kibucu Miszmar ha-Emek. Po pięciu dniach walk, żydowskie siły Palmach zdołały przeprowadzić kontratak z rejonu kibucu En ha-Szofet. W kolejnych dniach wysiedlono i zniszczono okoliczne wsie arabskie, wypierając siły arabskie w kierunku Dżaninu. Wieś Chubbajza była wówczas atakowana przez Irgun i ostrzeliwana z moździerzy. Mieszkańcy wsi uciekli w obawie przed pogromem. W dniu 12 maja 1948 roku siły Hagany zajęły wieś Chubbajza, a następnie wyburzyły jej domy.

## Miejsce obecnie
Teren wioski Chubbajza pozostaje opuszczony, jednak jej pola uprawne zajął sąsiedni kibuc Galed. Palestyński historyk Walid Chalidi, tak opisał pozostałości wioski: „Na miejscu pozostaje gruz i kamienie rozrzucone wśród ciernistych krzewów, trawy i kaktusów”.